# Achtkarspelen
Achtkarspelen é um município dos Países Baixos. Em 1 de janeiro de 2022, tinha uma população de 27 954 habitantes.

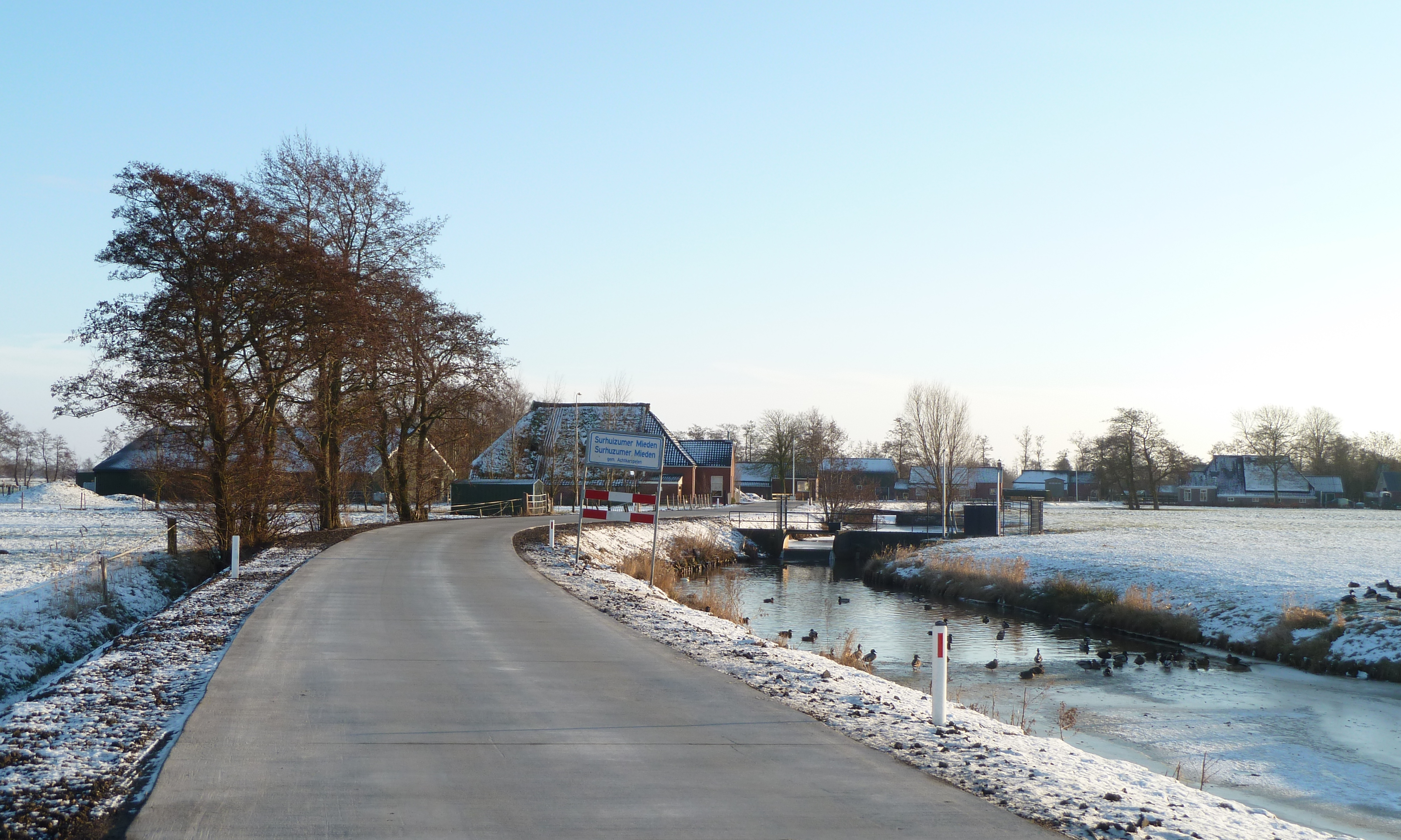
Rua em Achtkarspelen
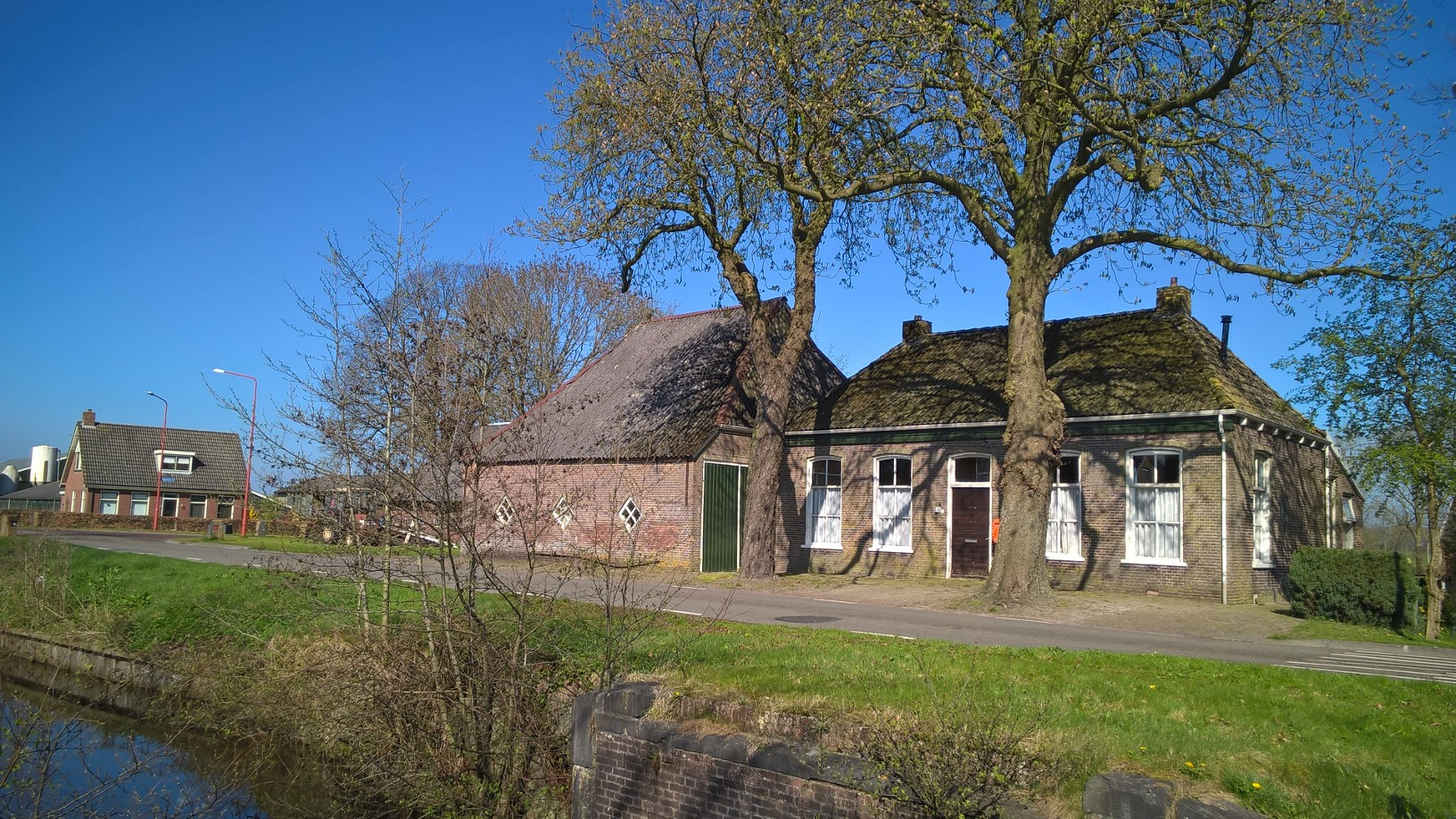
Café em Achtkarspelen
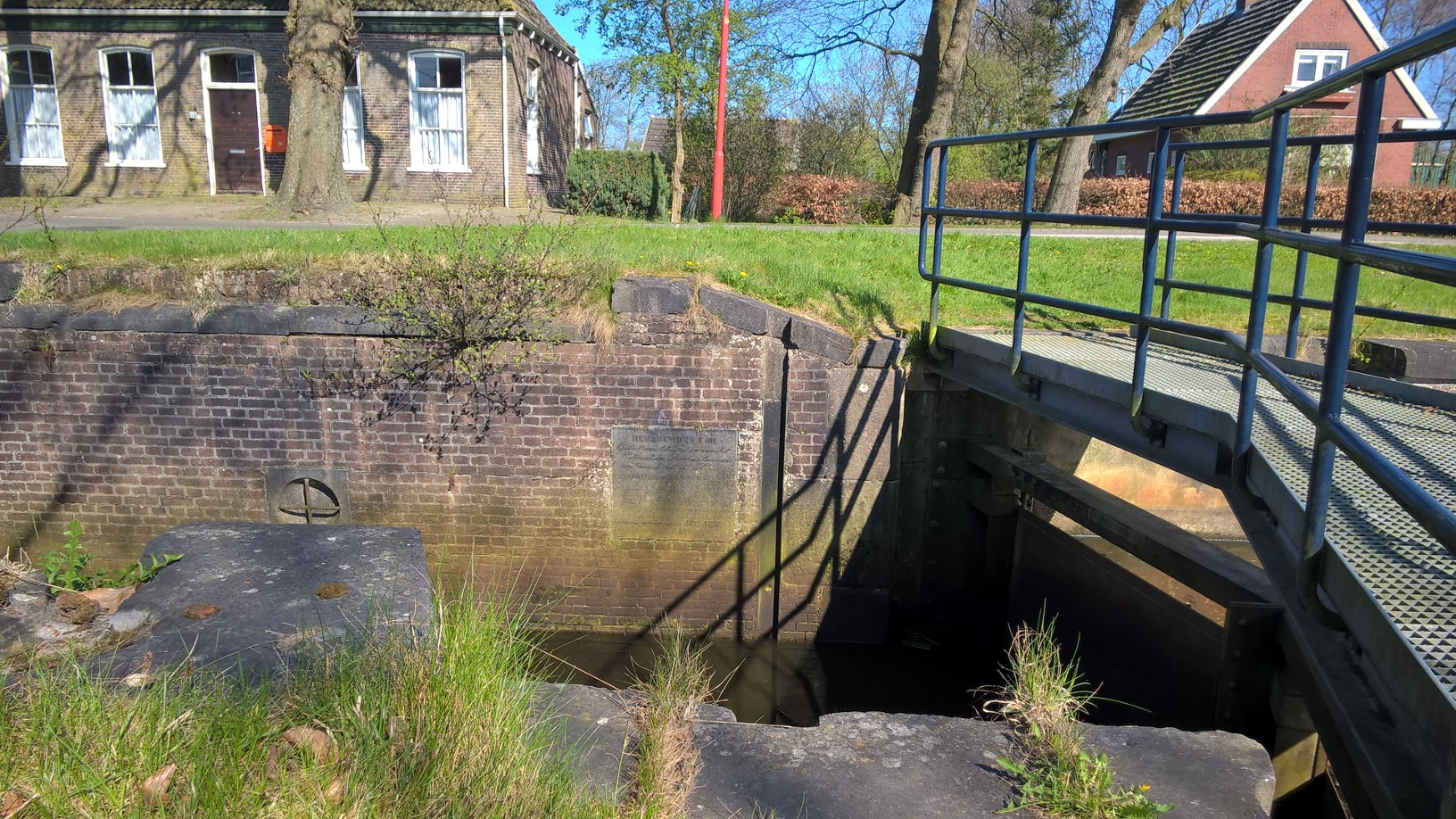
Ponte sobre pequeno canal em Achtkarspelen